# Игрушки принца
«Игрушки принца» (Никита Кошкин, 1980) — сюита для классической гитары, включающая шесть частей: «Принц капризничает», «Заводная обезьяна», «Кукла с закрывающимися глазами», «Игра в солдатики», «Карета», «Большой парад кукол». В сюите впервые используется множество оригинальных приемов игры, которые служат большей красочности произведения.

## О сюите
Создана под впечатлением от одноимённой картины художника-сюрреалиста Джорджо де Кирико. Работа над сюитой длилось достаточно долго: первый и окончательный варианты разделяло шесть лет, произведение неоднократно переделывалось. Мировая премьера состоялась в 1980 году в парижском Большом зале Радио Франс, сюита прозвучала в исполнении чешского гитариста Владимира Микулки.
«Игрушки принца» — это программная сюита, и представляет собою историю капризного принца, который был пленен, похищен ожившими игрушками. Вот такая вот романтическая история

.
Наиболее известными версиями исполнения сюиты являются версии А. К. Фраучи и В. Микулки. Кроме того, пьеса входила в репертуар А. А. Пономарчука, а А. В. Дервоед включил «Игрушки принца» в свой дебютный компакт-диск.

## Содержание

### «Принц капризничает»
Название пьесы раскрывается в короткой, агрессивной мелодии этой части. Резкость и диссонанс призваны вызвать у слушателя ощущения капризного ребёнка. Пиком такого настроения становятся грубые арпеджио по струнам за порожкам — там, где струна в принципе не может звучать, и гитара становится перкуссионным инструментом.

### «Заводная обезьяна»
Щелчки по струнам и удары пальцами по грифу изображают механизм обезьянки, а дерганый рисунок пьесы выражает рывки и неуклюжесть игрушки.

### «Кукла с закрывающимися глазами»
Кукла с закрывающимися глазами — из Индии, и поэтому меланхоличное начало сменяется плавными интервалами с ярко выраженным индийским настроением, а чередование мелодии и ударов пальцами по подставке словно клонят в сон и куклу, и слушателя. Когда шестая струна заводится наверх грифа, начинается ритмичное дребезжание — имитируется звук ситара. Пьесу завершают красивые группы флажолетов.

### «Игра в солдатики»
Мелодия начинается с имитации звуков военного барабана и горна, а затем начинается сражение. Слышны звуки сабель, барабанов… а затем сражение затухает. Возможно, сам принц превратился в солдатика?

### «Карета»
Красивое и подвижное начало изображает карету, игрушечный экипаж. Но вот мелодия все быстрее и быстрее, появляется нервозность и, в финале, мы слышим удаляющийся галоп лошадей, которые уносят с собой непослушную карету с принцем.

### «Большой парад кукол»
Сюита в сюите, где еще раз мы видим все игрушки принца и его среди них. В конце этой части, и, одновременно, в конце всей сюиты слышно долгое и печальное глиссандо — принц сам стал одной из игрушек.